# Móker Zsuzsanna
Móker Zsuzsanna (Budapest, 1946. november 8. –) porcelántervező iparművész, aki 1974 és 1989 között – 15 éven át – a pécsi Zsolnay porcelángyár porcelántervezője volt.

## Életpályája
Budapesten született polgári családban, hárman voltak testvérek, közülük ő a legidősebb. (Két öccse közül Móker István a zene területén volt tehetséges, több zenekara is volt, Móker József pedig – aki bátyja egyik zenekarában is dobolt – szerszámkészítő, gyártástechnológus volt, majd a BASF solymári poliuretán üzemének vezetője lett.)

### Szülei, felmenői
Apai nagyapja detektív főfelügyelő volt Budapesten, édesapja, Móker József finommechanikai műszerészként dolgozott a Gamma Gépgyárban, de korábban részt vett a második világháborúban a Don-kanyarban (Magyar 2. hadsereg) zajló ütközetben, ahol az egyik tank híradósa-rádiósa volt. A tankot kilőtték, ő sebesültként Kijevbe került, felgyógyulása után gyalog tért haza Budapestre. A háborúban naplót vezetett, amely ma már a budapesti Hadtörténeti Múzeum gyűjteményében található. Apai ági unokatestvére Muray Róbert festőművész. Édesanyja, Nagyváthy Julianna női szabóként dolgozott, de eredetileg szobrásznak készült. A második világháború kitörése előtt egy budapesti ruhaszalonban előkelő hölgyeknek tervezett és készített ruhákat nagy precizitással és tervezői tehetséggel, ami miatt főnöknője Párizsba szerette volna kivinni őt, de a világháború kitörése ezt meghiúsította. Anyai nagyapja, Nagyváthy Imre műbútorasztalosként, fa (fogaskerék) mintakészítőként dolgozott a Ganz–MÁVAG Mozdony-, Vagon- és Gépgyárban és mellette a MÁV Szimfonikus Zenekarában csellózott, de felmenői „kutyabőrös” nemesek voltak. Anyai nagyanyja, Katona Julianna Katona József, a Bánk bán szerzőjének távoli rokona volt.

### Iskolái
Budapesten a Szent Margit Gimnáziumban (akkori nevén Kaffka Margit Gimnáziumban) érettségizett, majd 1969–1974-ig a Magyar Iparművészeti Főiskola porcelántervező szakán tanult, ahol megismerkedett későbbi férjével, Jegenyés János üvegtervező iparművésszel is.

### Gyári tervezői munkássága
1974-től 1989-ig a pécsi Zsolnay porcelángyár porcelántervezőjeként dolgozott. Ez idő alatt tervezett porcelán étkészleteket gyári sorozatgyártásra, de épületkerámiákat, köztéri ivókutakat, virágtartókat is.
Ő tervezte meg a közkedvelt ún. „pöttyös bögre” alapformáját, amit nagy mennyiségben gyártottak különféle dekorokkal/matricákkal háztartási és vendéglátóipari felhasználásra. Az ő saját tervezésű dekorterveit nem részesítették előnyben, azokból csak mintadarabok készültek és maradtak fenn.
Gyári tervezőként mindvégig elsődleges szempont volt számára a forma és a funkció összhangja.
A visszafogott, egyszerű és jól körülhatárolható formák jellemzik.

### Kerámiaszimpóziumokon való részvétele
Több külföldi és hazai nemzetközi kerámiaművészeti szimpózium résztvevője volt.
1984-ben részt vett a Kunštátban (Csehország) és Dzintariban (Lettország) rendezett nemzetközi kerámiaszimpóziumokon, ahol szakmai ismereteit és kapcsolatait is bővíthette.
Magyarországon kezdetben elsősorban a Siklósi Kerámiaművészeti Alkotótelepen folytatott munkája volt meghatározó (1976, 1977, 1984, 1986, 1987 és 1988), később a kecskeméti és hódmezővásárhelyi nemzetközi kerámiaszimpóziumokon is részt vett.

### Egyéni tervezői és művészeti munkássága
1989-től szabadúszóként saját műhelyében dolgozott, egyedi megrendelésekre készített különböző beltéri és kültéri kerámiákat – oszlopfőket, oszlopburkolatokat, cégért, egyedi cserépkályhákat és porcelán építészeti elemeket egyaránt.
A megrendelésre készített munkáin kívül egyedi, autonóm kerámia- és porcelántárgyakat is alkotott – elsősorban vázákat, porcelán világító plasztikákat, reliefeket, teáscsészéket, tálalóedényeket, de kisebb medálokat, kitűzőket is.

### Magánélete
1974-ben Pécsre költözött és házasságot kötött Jegenyés János üvegtervező iparművésszel.
Három gyermekük született: Jegenyés Diána (Pécs, 1975. február 9.), aki szobrász szakon végzett a Pécsi Egyetem Művészeti Karán, Jegenyés Jusztina (Pécs, 1977. július 27.), aki üvegtervező iparművészként diplomázott Budapesten a Moholy-Nagy Művészeti Egyetemen, valamint Jegenyés Martina (1979. május 19.), aki a Pécsi Egyetem Pollack Mihály műszaki karán építész képzésben vett részt és 2010 óta belsőépítészeti tervezéssel foglalkozik.
Két fiúunokája van.

### Díjai, elismerései
- 1974: I. Országos Kerámia Kiállítás, Pécs, építészeti kategória, I. díj
- 1977: Kerámia a kertben, Siklós, Baranya Megyei Tanács díja
- 1982: Baranya Megyei Tárlat, Pécs, különdíj
- 1988: Országos terítéskultúra pályázat, Budapest, II. díj

### Kiállításokon való részvétele
Egyéni kiállítások:
- 1976 • Pataky I. Művelődési Ház, Budapest
- 1985 • Munkásművelődési Központ, Paks
- 1986 • Művelődési Ház, Komló • Ifjúsági Ház, Pécs • Művelődési Ház, Mohács
- 1987 • Művelődési Ház, Nagyatád
- 1991 • Kisgaléria, Pécs
- 1994 • Táltos Klub
- 1996 • Pécsi Galéria, Pécs

Válogatott csoportos kiállítások:
- 1974 • I. Országos Kerámia Kiállítás, Pécs
- 1975, 1978, 1980, 1982, 1984, 1986, 1988, 1994, 1996, 1998 • Országos Kerámia Biennálé, Pécs
- 1976, 1977, 1984, 1986, 1987, 1997 • Kerámia Szimpozion Kiállítása, Siklós
- 1977, 79 • Formatervezési Biennálé, Valencia
- 1978 • Teríték, Józsefvárosi Galéria, Budapest
- 1979 • Művészet a kerámiaiparban, FIM Stúdió
- 1980 • A kéz intelligenciája, Műcsarnok, Budapest
- 1984 • Nemzetközi Mini Kerámia Triennálé, Zágráb
- 1984-1985 • Nemzetközi Kerámia Verseny, Faenza
- 1985 • Magyarországi szimpozionok eredményei, Műcsarnok, Budapest
- 1986, 1987, 1988 • Nemzetközi Kerámia Verseny, Gualdo Tadino
- 1987 • Terítéskultúra, Duna Galéria, Budapest
- 1988 • Országos Formatervezési Triennálé, Megyei Művelődési Központ, Kecskemét • Nemzetközi Kerámia Szimpozion kiállítása, Karlovy Vary
- 1996 • Sótartó, Kisgaléria, Pécs
- 1998 • Szolgáló tárgyaink, Iparművészeti Múzeum, Budapest

### Köztéri művei
- fagyálló virágtartók (kerámia térrácsok, 1981, Barcs)
- plasztika (pirogránit, 1982, Pécs, Nevelési Központ)
- virágtartók (kerámia, 1983, Balatonfüred, Paksi Atomerőmű Üdülője)
- virágtartók (kerámia, 1984, Pécs, Gyermekház)
- feliratok, burkolatok, betétlapok (porcelán, 1989, Pécs, Zsolnay Patika)
- díszkút (mázas pirogránit, 1990, Mohács)
- oszlopfők (kerámia, 1991, Pécs, FEMA Bevásárló Központ)
- homlokzati gömbjel (kerámia, 1993, Pécs, Opel Szerviz)

### Művek közgyűjteményekben
- Iparművészeti Múzeum, Budapest
- Iparművészeti Múzeum, Prága
- Janus Pannonius Múzeum, Pécs
- Kerámia Alkotótelep Gyűjtemény, Siklós
- Nemzetközi Kerámia Gyűjtemény, Bechyne
- Rippl-Rónai Múzeum, Kaposvár
- Szimpozion Gyűjtemény, Dzintari